# Аустерлиц (фильм, 2016)
«Аустерлиц» — чёрно-белый документальный фильм 2016 года украинского режиссёра Сергея Лозницы. Премьера состоялась на Венецианском фестивале.
Название является отсылкой к одноимённому роману Винфрида Зебальда.

## Сюжет
Сюжет фильма представляет собой чёрно-белые съемки туристов на территории музейных комплексов, бывших концлагерей, действующих как музеи (Дахау, Равенсбрюк, Заксенхаузен и Дора-Миттельбау). Лента снята в формате веб-камерной съёмки на средних планах — камера закреплена на высоте груди и замаскирована, чтобы люди не обращали на неё внимания. Каждая сцена длится не менее 5 минут, в кадр практически не попадают музейные экспонаты, слышна немецкая, английская, французская, испанская, итальянская речь. В основном большинство туристов рассматривают, разглядывают, фотографируют, то есть ведут себя обычно, но есть сцены, в которых поведение посетителей можно счесть некорректным и неуважительным.

## Награды
В 2016 году фильм получил Главный приз на Лейпцигском кинофестивале.

## Оценки
В редакционной статье Медузы утверждается, что фильм вскрывает проблему отчуждения людей от трагедии Холокоста, музей воспринимается туристами как развлекательный объект, очередной аттракцион.